# Aeroporto Tumut
Aeroporto Tumut, é um aeroporto da cidade de Tumut do estado de Nova Gales do Sul, Austrália.